# Szpęgawa
Szpęgawa – wieś kociewska w Polsce położona w województwie pomorskim, w powiecie tczewskim, w gminie Tczew przy drodze wojewódzkiej nr 224 nad rzeką Szpęgawą. W pobliżu miejscowości znajduje się węzeł drogowy Stanisławie autostrady A1. 
We wsi znajduje się osiedle mieszkaniowe o zabudowie jednorodzinnej oraz gospodarstwa rolne.
W latach 1975–1998 miejscowość administracyjnie należała do województwa gdańskiego.
Inne miejscowości o nazwie Szpęgawa: Szpęgawsk